# Ruhi Su
Mehmet Ruhi Su est un chanteur, compositeur, et interprète turc, né en 1912 à Van (Turquie) et mort le 20 septembre 1985 à Istanbul. Il est connu pour ses prises de positions en faveur du Parti communiste turc.

## Biographie
Mehmet Ruhi Su est né à Van, dans l'extrême-est de la Turquie, en 1912 dans une famille arménienne[réf. souhaitée]. Il perdit ses parents en 1915 et passa son enfance dans une famille d'accueil à Adana, qui l'a élevé comme musulman, puis dans un orphelinat. 
Il étudia à l'école militaire d'Istanbul, mais son amour pour la musique était trop fort ce qui le fit arrêter son école. Il continua néanmoins ses études à Adana puis intégra l'école des professeurs d'Ankara. Diplômé en 1942, il devint professeur de musique et commença à enseigner, la même année, à Ankara ainsi que dans des écoles de village. Il fut choisi dans l'orchestre symphonique du président de la République, et poursuivit des études au conservatoire dans le domaine de l'opéra, travaillant pour l'opéra national. Ruhi prit place dans des opéras comme Bastien Bastienne, Madame Butterfly, Fidelio, Tosca, Rigoletto, Le Mariage de Figaro, et Le bal masqué. Il était également responsable du programme musical de la radio d'Ankara.
En raison de sa vision socialiste du monde, il fut emprisonné entre 1952 et 1957 dans l'affaire du Parti communiste. Quelques années après sa libération, en 1960, il chanta dans le casino de la mairie de Taksim (Istanbul) et en même temps enregistra des chansons.
À la suite de ses textes engagés, il fut boycotté par les médias et perdit son travail à la radio, ce qui ne l'empêcha pas de continuer. C'est en 1975 qu'il créa la chorale des amies (Dostlar Korosu), et avec ses cassettes enregistrées après 1978, qu'il popularisa les chansons du peuples turcs. On dit aussi que c'est lui qui apprit aux intellectuels à écouter ces chansons folkloriques.
Les leaders du coup d'État du 12 septembre 1980 ne l'avaient pas autorisé à quitter la Turquie pour être soigné, ce qui causa sa mort le 20 septembre 1985 à Istanbul. Le passeport qu'il demanda aux autorités pour regagner les services de santé étrangers lui fut remis après son décès. Des milliers de personnes assistèrent à ses funérailles et la police arrêta 163 personnes qui furent relâchées 15 jours après. Les funérailles de Ruhi Su furent le premier rassemblement politique de gauche après le putsch perpétré par le général Kenan Evren.

## Discographie
1. (1972) Seferberlik Türküleri Ve Kuvayi Milliye Destanı
2. (1972) Yunus Emre
3. (1972) Karacaoğlan
4. (1972) Pir Sultan Abdal
5. (1974) Şiirler - Türküler
6. (1974) Köroğlu
7. (1977) El Kapıları
8. (1977) Sabahın Sahibi Var
9. (1993) Semahlar
10. (1993) Çocuklar, Göçler, Balıklar
11. (1993) Zeybekler
12. (1986) Pir Sultan'dan Levni'ye
13. (1993) Ezgili Yürek
14. (1993) Ekin İdim Oldum Harman
15. (1987) Kadıköy Tiyatrosu Konseri I
16. (1987) Kadıköy Tiyatrosu Konseri II
17. (1988) Beydağı'nın Başı
18. (1988) Dadaloğlu Ve Çevresi
19. (1989) Huma Kuşu Ve Taşlamalar
20. (1990) Sultan Suyu "Pir Sultan Abdal'dan Deyişler"
21. (1991) Dostlar Tiyatrosu Konseri]
22. (1992) Ankara'nn Taşına Bak
23. (1993) Uyur İken Uyardılar
24. (1994) Barabar
25. (1995) Aman Of